# José Sanjurjo
José Sanjurjo y Sacanell, 1º Marquês do Rife (pronúncia espanhola: [saŋˈxuɾxo]; Pamplona, 28 de Março de 1872 – Cascais, 20 de Julho de 1936), foi um general do Exército Espanhol que foi um dos principais conspiradores da revolta militar que levou ao início da Guerra Civil Espanhola.

## Biografia
Sanjurjo nasceu em Pamplona. O seu pai, o capitão Justo Sanjurjo Bonrostra, era um veterano carlista. A sua mãe era Carlota Sacanell Desojo.

### Carreira militar
Ele serviu em Cuba em 1896, na Guerra de Melilha (1909) em Marrocos e na Guerra do Rife (1920–1927), incluindo a recuperação do território em Melilha, perdida após a Batalha de Annual em 1921. Em 1922 foi designado para investigar a corrupção no comando do exército de Larache. Foi o Alto Comissário da Espanha em Marrocos e alcançou o posto de tenente-general. Em 1925 participou do desembarque anfíbio em Alhucemas. Em 1928 ele foi nomeado chefe de uma diretoria principal da Guarda Civil. Com a conclusão da Guerra do Rife, o rei Afonso XIII concedeu-lhe a Grã-Cruz de Carlos III em 28 de Março de 1931.

### Durante a Segunda República
Em 1923 Miguel Primo de Rivera chegou ao poder num golpe militar, governando a Espanha como ditador. Gradualmente, o apoio a Primo de Rivera desapareceu, e ele renunciou em Janeiro de 1930. O general Dámaso Berenguer foi ordenado pelo rei para formar um governo substituto, o que incomodou Sanjurjo, que se considerava muito melhor qualificado. A ditadura dictablanda de Berenguer não conseguiu fornecer uma alternativa viável a Primo de Rivera. Nas eleições municipais de 12 de Abril de 1931, pouco apoio foi mostrado para os partidos pró-monarquia nas grandes cidades, e um grande número de pessoas reuniram-se nas ruas de Madrid. Questionado se o governo poderia contar com o apoio da Guarda Civil de Sanjurjo, ele rejeitou a sugestão. Sanjurjo anunciou que os homens que estavam sob o seu comando não participariam em qualquer tipo de confrontos para defender o rei. O rei Afonso XIII abdicou e a Segunda República Espanhola foi formada.
Apesar das reformas militares de Manuel Azaña em 1931, Sanjurjo manteve o seu posto como comandante da Guarda Civil; sob o seu comando, eles continuaram a usar as suas táticas tradicionalmente brutais, como a "lei de fugas", a desculpa para atirar em prisioneiros e mais tarde alegar que eles estavam a tentar fugir durante um incidente de agitação em Sevilha.
Sanjurjo tornou-se um dos primeiros generais nomeados para o comando do Exército Republicano Espanhol. As suas simpatias, no entanto, permaneceram com a causa monárquica. Quando ele entrou em confronto com o primeiro-ministro Manuel Azaña sobre as reformas militares, foi substituído pelo general Miguel Cabanellas. Foi despromovido a chefe dos oficiais de alfândega em 1932 em consequência dos eventos de Castilblanco e de Arnedo que envolveram a Guarda Civil. O seu confronto com o ministério, as reformas militares de Azaña e as concessões de autonomia regional à Catalunha e ao País Basco levaram Sanjurjo a planear uma rebelião com alguns carlistas sob Manuel Fal Conde, Tomás Domínguez Arévalo e outros oficiais militares. Esta rebelião, que ficou conhecida como a Sanjurjada, foi proclamada em Sevilha em 10 de Agosto de 1932. Sanjurjo afirmou que a rebelião era apenas contra o ministério atual e não contra a República. Conseguiu um sucesso inicial em Sevilha, mas falhou de forma absoluta em Madrid. Sanjurjo tentou fugir para Portugal, mas em Huelva decidiu entregar-se.
Ele foi condenado à morte, sentença que foi posteriormente comutada para prisão perpétua na penitenciária do Dueso. Em Março de 1934 foi amnistiado pelo governo de Lerroux e exilou-se no Estoril, Portugal.

### Golpe
Quando Niceto Alcalá-Zamora foi substituído como Presidente da República por Azaña em 10 de Maio de 1936, Sanjurjo juntou-se aos generais Emilio Mola, Francisco Franco e Gonzalo Queipo de Llano numa conspiração para derrubar o governo republicano. Isso levou à insurreição nacionalista em 17 de Julho de 1936, que iniciou a Guerra Civil Espanhola.
Determinado a aniquilar a República Espanhola, quando foi convidado a tornar-se o líder da rebelião pelo enviado Luis Bolín em 12 de Julho de 1936, Sanjurjo declarou:
... querer fazer os partidos políticos desaparecerem, varrer das esferas nacionais toda estrutura liberal e destruir o seu sistema.

### Morte
Em 20 de Julho de 1936, Sanjurjo morreu no Estoril num acidente de avião, quando tentou voar de volta para a Espanha. Ele escolheu voar num pequeno avião biplano pilotado por Juan Antonio Ansaldo. Uma das principais razões para o acidente foi a bagagem pesada que Sanjurjo insistiu em levar. Ansaldo avisou-o de que a carga era pesada demais, mas Sanjurjo respondeu:
"Eu preciso usar roupas adequadas como o novo caudilho da Espanha."
De maneira inexplicável, Sanjurjo escolheu voar no avião de Ansaldo em vez de um avião muito maior e mais adequado que estivesse disponível. O avião maior era um De Havilland Dragon Rapide de 8 passageiros, o mesmo que havia transportado Franco das ilhas Canárias para Marrocos. Sanjurjo, no entanto, aparentemente preferiu o drama de voar com um "aviador ousado", como Ansaldo (que sobreviveu ao acidente).
Quando Mola também morreu num acidente de avião, Franco ficou como o único líder efetivo da causa nacionalista. Isso levou a rumores de que Franco havia organizado as mortes dos seus dois rivais, mas nenhuma evidência foi produzida para apoiar essa alegação.
Em 2017, a Lei de Memória Histórica foi aplicada pelas autoridades de Navarra e exigiu que os restos mortais do general fossem desenterrados, com as objeções da família sobrevivente, e enterrados na seção militar de um cemitério municipal na cidade espanhola de Melilha — um enclave na costa de Marrocos, onde o general já havia estado no comando. Outras controvérsias se seguiram quando o general foi sepultado com honras militares num panteão de heróis militar, como confirmado pelo exército. O governo de Navarra recebeu garantias do Ministério da Defesa de que "honrarias especiais não foram oferecidas" e que os restos foram recebidos como "apenas mais um soldado".

## Na ficção
A abertura do livro Hitler's War, do escritor de ficção de história alternativa Harry Turtledove, da série The War That Came Early, começa com o fatídico voo de Sanjurjo. O ponto de divergência é que ele aceita o conselho do piloto e abandona a bagagem, o avião já não fica sobrecarregado e portanto chega em segurança. O seu comportamento a partir de então é descrito como divergente do Franco real, com a Espanha assumindo um papel menos isolado na Segunda Guerra Mundial, juntando-se às Potências do Eixo.